# Холдєвич Михаїл Іванович
Холдєвич Михаїл Іванович (рос. Холдевич Михаил Иванович) — священнослужитель, учасник Хотинського повстання 1919 року.

## Біографія
Його предки родом із с. Непоротове Хотинського повіту, нині Сокирянський район Чернівецької області. Закінчив Кишинівське духовне училище, Одеську духовну семінарію. Під час навчання у семінарії через обмороження втратив ногу. З 16 серпня 1899 р. служив у с. Михалкове того ж Хотинського повіту, 12 лютого 1902 р. переміщений до церкви села Гвіздівці. В 1904 році йому надане архіпастирське благословення. В 1906 році був затверджений членом благопристойної ради 5-го округу Хотинського повіту.
В 1906 і 1907 роках був обраний депутатом у Державну думу Російської імперії[[{{{1}}}|?]]. В 1911 р. внесений у список священників, затверджених у засіданнях Кишинівської Єпархіальної Місіонерської ради, на посаду окружного помічника Єпархіального місіонера. У 1913 році деякий час не служив у Гвіздівцях. 9 лютого того року переведений на службу до церкви с. Русян Хотинського повіту, але вже 9 березня повернувся до виконання священицьких обов'язків у прихід с. Гвіздівці.
священник Холдєвич був учасником Хотинського повстання 1919 року. Цей факт не обійшла румунська влада, але судити його не наважилися, лише відібрали у нього у 1919 році земельний наділ. Під час румунської окупації службу він не ніс. Але селяни не кинули його в тяжку хвилину і допомагали як могли. З часом румунська влада зжалилася і повернула священнику землю. У 1941 році, після повторної румунської окупації, о. Холдєвич заступився перед румунською владою за гвіздовецьких комсомольців і врятував їх від суду та вірогідної страти .

## Християнська діяльність
Вирізнявся комунікабельністю, був гарним організатором, що підтверджують звіти єпархіальному керівництву. Жертвував гроші на користь хворих і поранених «захисників Престолу й Батьківщини на Далекому Сході». На початку 1904 р. разом із місцевим псаломщиком Назаревським і вчителем Костенком організував збір пожертвувань серед парафіян села Гвіздівців. Було зібрано 40 рублів, 10 з яких пожертвував особисто о. Михайло. Вів боротьбу з пияцтвом. 5 травня 1914 року брав участь у зібранні пастирів та обраних мирян 5-го благочинного округу та повіту для вироблення заходів до боротьби з народною нетверезістю, яке відбувалося у с. Черелиуцах Хотинського повіту.

## Відзнаки
Удостоювався подяки з боку єпархіального керівництва. В 1911 р. до дня Св. Великодня Його Преосвященством, Преосвященнейшим єпископом Серафімом був нагороджений скуфією.